# Duffel
Duffel est une commune et ville de Belgique située en Région flamande dans la province d'Anvers.

## Histoire

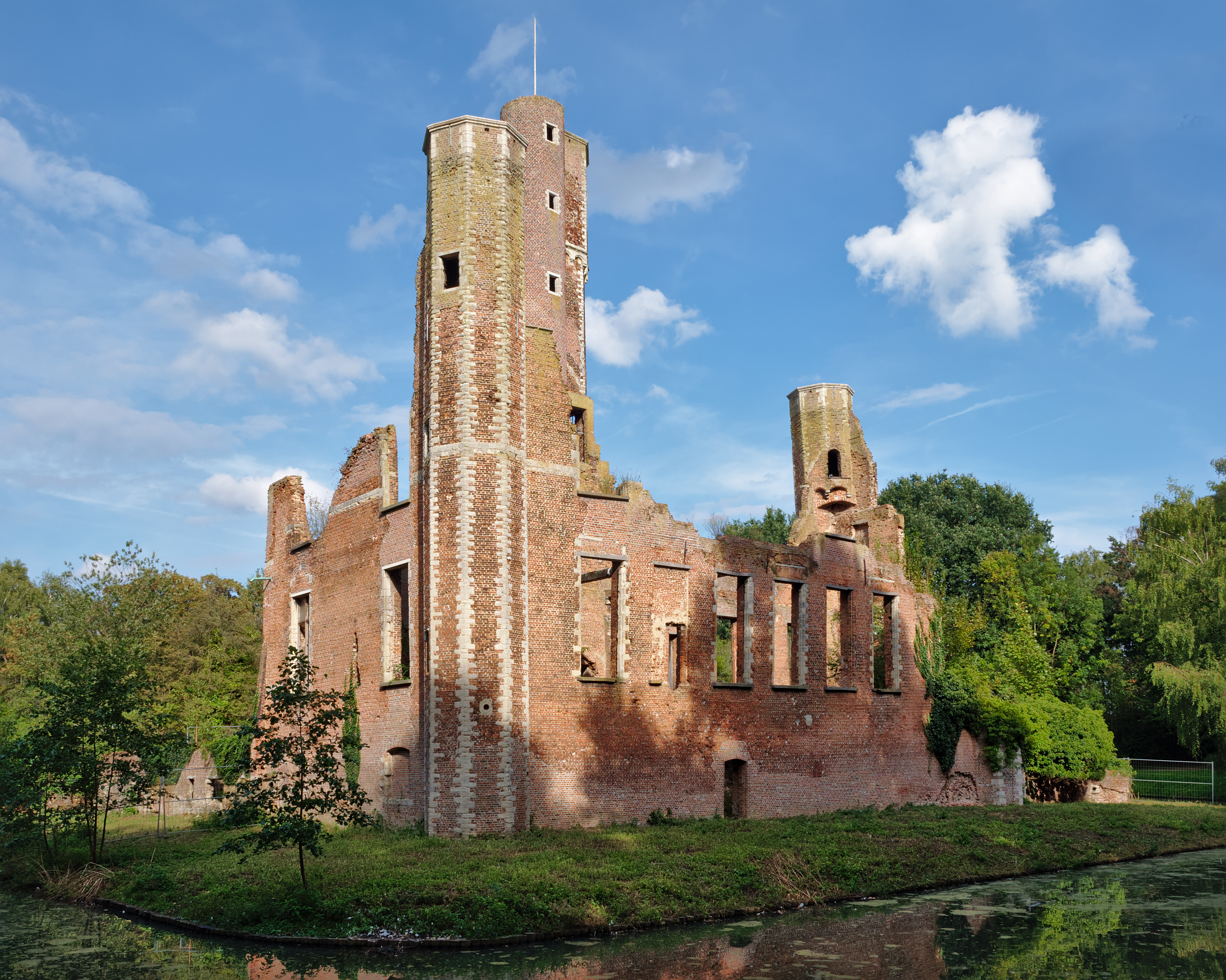
Château Ter Elst

## Héraldique
|  | La commune possède des armoiries qui lui ont été octroyées le 26 février 1851, changées le 5 octobre 1928 et à nouveau changées le 2 décembre 1952 et enfin confirmées le 16 février 1993. À l'époque médiévale, la région était divisée en trois domaines : Duffel-Perwijs, Duffel-Hoogheid et Duffel-Voogdij. Les deux premiers étaient depuis le XIIIe siècle une possession de la famille Berkhout, cette dernière appartenait depuis le XIe siècle à l'abbaye de Nivelles. En 1571, ils ont été achetés et combinés par Floris van Merode-Deinze. La famille Mérode a possédé le village jusqu'à la fin du XVIIIe siècle. Les trois domaines avaient leurs propres sceaux. Duffel-Perwijs a utilisé un sceau avec les trois pales rouges de la famille Berthout et un canton libre avec des queues d'hermine ; Duffel-Hoogheid n'a utilisé que les armoiries de Berthout et Duffel-Voogdij a utilisé une crosse avec les armoiries des seigneurs de Wezemaal, gouverneurs de l'abbaye soit trois fleurs de lys. En 1851, seules les armoiries de Duffel-Perwijs ont été octroyées, car il s'agissait du plus grand des trois domaines. En 1927, les armoiries ont été augmentées avec les armoiries des seigneurs de Wezemaal pour représenter Duffel-Voogdij. Cependant, les fleurs de lys ont été octroyées comme demi-fleur-de-lys, ce qui a été corrigé en 1951. Après quelques modifications mineures de la bordure, les armoiries ont été confirmées à nouveau en 1993. Blasonnement : Partagé 1. en or trois piliers de gueules et en angle de bouclier d'argent chargé de cinq queues d'hermine obliquement placées 2. de gueules à trois lis d'argent. (Traduction libre) Source du blasonnement : Heraldy of the World. |

## Laine
Le manteau duffel-coat tire son nom de cette ville, spécialisée au XIXe siècle dans le tissage d'une laine très épaisse et très résistante.
Celle-ci, la duffel en néerlandais devint le duffle en anglais car les marins de la Royal Navy furent les premiers et principaux clients de cette matière dont on fit leurs manteaux longs et amples et surtout dotés des fameux liens en bois, faciles à défaire avec des mains gantées ou mouillées. Le duffle-coat fut remis à la mode par une firme londonienne dans les années 1960.

## Démographie

### Évolution démographique
Graphe de l'évolution de la population de la commune.
- Source : DGS - Remarque: 1806 jusqu'à 1981=recensement; depuis 1990=nombre d'habitants chaque 1er janvier[2]

## Personnalités
- Cornelius Kiliaan (ca. 1529-1607), linguiste et poète, auteur du premier dictionnaire néerlandais, est né à Duffel
- De Nieuwe Snaar, groupe flamand de musique folk
- Geert Buelens, (1971-), poète et essayiste, est né à Duffel.
- Patrick Van Kets (1966-2022), footballeur, est né à Duffel.
- Andreas Pereira (1996-), footballeur belgo-brésilien évoluant au Fulham Football Club, est né à Duffel.

- Marthe De Pillecyn (1996-), chanteuse, actrice (musicale) et présentatrice belge qui fait partie du groupe K3 depuis 2015, est née à Duffel.

## Sport
La ville possède une équipe de football, le KFC Duffel et une équipe de handball, le HC Duffel.

## Culture
Depuis 2012, le festival Brakrock Ecofest s'y déroule chaque premier week-end d'août.